# Single numer jeden w roku 2019 (Japonia)
Notowanie Weekly Singles Chart (jap. 週間シングルチャート Shūkan Shinguru Chāto) przedstawia najlepiej sprzedające się single w Japonii. Publikowane jest ono przez magazyn Oricon Style, a dane kompletowane są przez Oricon w oparciu o cotygodniowe wyniki sprzedaży fizycznej singli. Poniżej znajdują się tabele prezentujące najpopularniejsze single w danych tygodniach w roku 2019.
Notowanie Billboard Japan Hot 100 przedstawia najpopularniejsze single w Japonii. Publikowane jest ono przez magazyn Billboard i Hanshin Contents Link, a dane kompletowane są w oparciu o sprzedaż CD singli (udostępniane przez SoundScan Japan), częstotliwość emitowania piosenek na antenach japońskich stacji radiowych (udostępniane przez firmę Plantech), dane sprzedaży w sklepach internetowych oraz dane sprzedaży z iTunes Japan. Na pozycję na liście dodatkowo wpływają: tweety odnoszące się do utworów z danych Twittera zebrane przez NTT DATA, dane pochodzące z Gracenote – ile razy dana płyta została włożona do komputera, a także dane z ponad 3900 sklepów sprzedających muzykę cyfrowo.

## Oricon Weekly Singles Chart
| Data            | Singel | Wykonawca                     | Źródło |
| --------------- | --- | ----------------------------- | ------ |
| 7 stycznia      | „THE IDOLM@STER MILLION THE@TER GENERATION 12 D/Zeal”                                                      | D/Zeal                        | [ 1 ]  |
| 14 stycznia     | „Let’s Go Bowling” (jap. レッツゴーボウリング)                                                             | Keisuke Kuwata & The Pin Boys | [ 2 ]  |
| 21 stycznia     | „I beg you/Hanabira-tachi no March/Sailing” (jap. I beg you/花びらたちのマーチ/Sailing)                    | Aimer                         | [ 3 ]  |
| 28 stycznia     | „Super Powers/Right Now”                                                                                   | V6                            | [ 4 ]  |
| 4 lutego        | „Bokura no hashitte kita michi wa…/Next SPARKLING!!” (jap. 僕らの走ってきた道は…/Next SPARKLING!!)         | Aqours                        | [ 5 ]  |
| 11 lutego       | „Homechigirisuto/Kizu-darake no ai” (jap. ホメチギリスト/傷だらけの愛)                                     | Johnny’s West                 | [ 6 ]  |
| 18 lutego       | „Kimi o daisuki da” (jap. 君を大好きだ)                                                                    | Kis-My-Ft2                    | [ 7 ]  |
| 25 lutego       | „Kaze o matsu” (jap. 風を待つ)                                                                             | STU48                         | [ 8 ]  |
| 4 marca         | „Tokonoma seiza musume” (jap. 床の間正座娘)                                                                | NMB48                         | [ 9 ]  |
| 11 marca        | „Kuroi hitsuji” (jap. 黒い羊)                                                                              | Keyakizaka46                  | [ 10 ] |
| 18 marca        | „crystal”                                                                                                  | Kanjani ∞                     | [ 11 ] |
| 25 marca        | „Jiwaru DAYS” (jap. ジワるDAYS)                                                                            | AKB48                         | [ 12 ] |
| 1 kwietnia      | „Uchōten Shooter” (jap. 有超天シューター)                                                                  | Matsuri nine.                 | [ 13 ] |
| 8 kwietnia      | „Kyun” (jap. キュン)                                                                                       | Hinatazaka46                  | [ 14 ] |
| 15 kwietnia     | „Kimi o matteru” (jap. 君を待ってる)                                                                       | King & Prince                 | [ 15 ] |
| 22 kwietnia     | „Ishi” (jap. 意志)                                                                                         | HKT48                         | [ 16 ] |
| 29 kwietnia     | „Otona Survivor” (jap. 大人サバイバー)                                                                     | Last Idol                     | [ 17 ] |
| 6 maja          | „Ame nochi hare” (jap. アメノチハレ)                                                                       | Johnny’s West                 | [ 18 ] |
| 13 maja         | „Kyun” | Hinatazaka46                  | [ 19 ] |
| 20 maja         | „Dark Knight”                                                                                              | ONE N’ ONLY                   | [ 20 ] |
| 27 maja         | „Rain” | Kazuya Kamenashi              | [ 21 ] |
| 3 czerwca       | „Lucky-Unlucky/Oh! my darling”                                                                             | Hey! Say! JUMP                | [ 22 ] |
| 10 czerwca      | „Sing Out!”                                                                                                | Nogizaka46                    | [ 23 ] |
| 17 czerwca      | „Aru hi negai ga kanattanda/All For You” (jap. ある日願いが叶ったんだ/All For You)                         | V6                            | [ 24 ] |
| 24 czerwca      | „Top Gun/Love Story” (jap. トップガン/Love Story)                                                          | NEWS                          | [ 25 ] |
| 1 lipca         | „CHANGE”                                                                                                   | Tomohisa Yamashita            | [ 26 ] |
| 8 lipca         | „Buenos Aires”                                                                                             | IZ*ONE                        | [ 27 ] |
| 15 lipca        | „Lights/Boy with Luv”                                                                                      | BTS                           | [ 28 ] |
| 22 lipca        | „HANDS UP”                                                                                                 | Kis-My-Ft2                    | [ 29 ] |
| 29 lipca        | „Do Re Mi Sol La Si Do” (jap. ドレミソラシド)                                                              | Hinatazaka46                  | [ 30 ] |
| 5 sierpnia      | „FRUSTRATION”                                                                                              | SKE48                         | [ 31 ] |
| 12 sierpnia     | „Daisuki na hito” (jap. 大好きな人)                                                                        | STU48                         | [ 32 ] |
| 19 sierpnia     | „Megane no otoko no ko/Nippon no D・N・A!/Go Waist” (jap. 眼鏡の男の子/ニッポンノD・N・A!/Go Waist)        | Beyooooonds                   | [ 33 ] |
| 26 sierpnia     | „Bokō e kaere!” (jap. 母校へ帰れ!)                                                                         | NMB48                         | [ 34 ] |
| 2 września      | „Fanfare!” (jap. ファンファーレ!)                                                                          | Hey! Say! JUMP                | [ 35 ] |
| 9 września      | „koi-wazurai”                                                                                              | King & Prince                 | [ 36 ] |
| 16 września     | „Yoake made tsuyogaranakute mo ii” (jap. 夜明けまで強がらなくてもいい)                                     | Nogizaka46                    | [ 37 ] |
| 23 września     | „BRAVE” | Arashi                        | [ 38 ] |
| 30 września     | „Sustainable” (jap. サステナブル)                                                                          | AKB48                         | [ 39 ] |
| 7 października  | „Vampire”                                                                                                  | IZ*ONE                        | [ 40 ] |
| 14 października | „Konna ni suki ni natchatte ii no?” (jap. こんなに好きになっちゃっていいの?)                               | Hinatazaka46                  | [ 41 ] |
| 21 października | „Big Shot!!”                                                                                               | Johnny’s West                 | [ 42 ] |
| 28 października | „Category/My Love”                                                                                         | ONE N’ ONLY                   | [ 43 ] |
| 4 listopada     | „Kirin no ko/Honey Honey” (jap. 麒麟の子/Honey Honey)                                                      | Sexy Zone                     | [ 44 ] |
| 11 listopada    | „Zuru iyo zuru ine” (jap. ズルいよ ズルいね)                                                               | =Love                         | [ 45 ] |
| 18 listopada    | „Hatsukoi shijō shugi” (jap. 初恋至上主義)                                                                 | NMB48                         | [ 46 ] |
| 25 listopada    | „Edge of Days”                                                                                             | Kis-My-Ft2                    | [ 47 ] |
| 2 grudnia       | „Watashi o tsukuru no wa watashi/Zenzen okiagarenai SUNDAY” (jap. 私を創るのは私/全然起き上がれないSUNDAY) | Angerme                       | [ 48 ] |
| 9 grudnia       | „Tomoyo” (jap. 友よ)                                                                                       | Kanjani ∞                     | [ 49 ] |
| 16 grudnia      | „Hikari no kehai” (jap. 光の気配)                                                                          | KinKi Kids                    | [ 50 ] |
| 23 grudnia      | „Try Again”                                                                                                | MAG!C☆PRINCE                  | [ 51 ] |
| 30 grudnia      | „Restart” (jap. りスタート)                                                                                | Mameshiba no taigun           | [ 52 ] |

## BillboardJapan Hot 100
| Data            | Singel                                                                       | Wykonawca             | Źródło  |
| --------------- | ---------------------------------------------------------------------------- | --------------------- | ------- |
| 7 stycznia      | „Lemon”                                                                      | Kenshi Yonezu         | [ 53 ]  |
| 14 stycznia     | „Lemon”                                                                      | Kenshi Yonezu         | [ 54 ]  |
| 21 stycznia     | „Lemon”                                                                      | Kenshi Yonezu         | [ 55 ]  |
| 28 stycznia     | „Lemon”                                                                      | Kenshi Yonezu         | [ 56 ]  |
| 4 lutego        | „Lemon”                                                                      | Kenshi Yonezu         | [ 57 ]  |
| 11 lutego       | „Homechigirisuto” (jap. ホメチギリスト)                                      | Johnny’s West         | [ 58 ]  |
| 18 lutego       | „Kimi o daisuki da” (jap. 君を大好きだ)                                      | Kis-My-Ft2            | [ 59 ]  |
| 25 lutego       | „Kaze o matsu” (jap. 風を待つ)                                               | STU48                 | [ 60 ]  |
| 4 marca         | „Tokonoma seiza musume” (jap. 床の間正座娘)                                  | NMB48                 | [ 61 ]  |
| 11 marca        | „Kuroi hitsuji” (jap. 黒い羊)                                                | Keyakizaka46          | [ 62 ]  |
| 18 marca        | „crystal”                                                                    | Kanjani ∞             | [ 63 ]  |
| 25 marca        | „Jiwaru DAYS” (jap. ジワるDAYS)                                              | AKB48                 | [ 64 ]  |
| 1 kwietnia      | „Uchōten Shooter” (jap. 有超天シューター)                                    | Matsuri nine.         | [ 65 ]  |
| 8 kwietnia      | „Kyun” (jap. キュン)                                                         | Hinatazaka46          | [ 66 ]  |
| 15 kwietnia     | „Kimi o matteru” (jap. 君を待ってる)                                         | King & Prince         | [ 67 ]  |
| 22 kwietnia     | „Ishi” (jap. 意志)                                                           | HKT48                 | [ 68 ]  |
| 29 kwietnia     | „Otona Survivor” (jap. 大人サバイバー)                                       | Last Idol             | [ 69 ]  |
| 6 maja          | „Ame nochi hare” (jap. アメノチハレ)                                         | Johnny’s West         | [ 70 ]  |
| 13 maja         | „Marigold” (jap. マリーゴールド)                                             | Aimyon                | [ 71 ]  |
| 20 maja         | „Dark Knight”                                                                | ONE N’ ONLY           | [ 72 ]  |
| 27 maja         | „Rain”                                                                       | Kazuya Kamenashi      | [ 73 ]  |
| 3 czerwca       | „Lucky-Unlucky”                                                              | Hey! Say! JUMP        | [ 74 ]  |
| 10 czerwca      | „Sing Out!”                                                                  | Nogizaka46            | [ 75 ]  |
| 17 czerwca      | „Umi no yūrei” (jap. 海の幽霊)                                               | Kenshi Yonezu         | [ 76 ]  |
| 24 czerwca      | „Top Gun” (jap. トップガン)                                                  | NEWS                  | [ 77 ]  |
| 1 lipca         | „CHANGE”                                                                     | Tomohisa Yamashita    | [ 78 ]  |
| 8 lipca         | „Buenos Aires”                                                               | IZ*ONE                | [ 79 ]  |
| 15 lipca        | „Lights”                                                                     | BTS                   | [ 80 ]  |
| 22 lipca        | „HANDS UP”                                                                   | Kis-My-Ft2            | [ 81 ]  |
| 29 lipca        | „Do Re Mi Sol La Si Do” (jap. ドレミソラシド)                                | Hinatazaka46          | [ 82 ]  |
| 5 sierpnia      | „Breakthrough”                                                               | Twice                 | [ 83 ]  |
| 12 sierpnia     | „Daisuki na hito” (jap. 大好きな人)                                          | STU48                 | [ 84 ]  |
| 19 sierpnia     | „SCARLET feat. Afrojack”                                                     | J Soul Brothers       | [ 85 ]  |
| 26 sierpnia     | „Bokō e kaere!” (jap. 母校へ帰れ!)                                           | NMB48                 | [ 86 ]  |
| 2 września      | „Fanfare!” (jap. ファンファーレ!)                                            | Hey! Say! JUMP        | [ 87 ]  |
| 9 września      | „koi-wazurai”                                                                | King & Prince         | [ 88 ]  |
| 16 września     | „Yoake made tsuyogaranakute mo ii” (jap. 夜明けまで強がらなくてもいい)       | Nogizaka46            | [ 89 ]  |
| 23 września     | „Uma to shika” (jap. 馬と鹿)                                                 | Kenshi Yonezu         | [ 90 ]  |
| 30 września     | „Sustainable” (jap. サステナブル)                                            | AKB48                 | [ 91 ]  |
| 7 października  | „Vampire”                                                                    | IZ*ONE                | [ 92 ]  |
| 14 października | „Konna ni suki ni natchatte ii no?” (jap. こんなに好きになっちゃっていいの?) | Hinatazaka46          | [ 93 ]  |
| 21 października | „Big Shot!!”                                                                 | Johnny’s West         | [ 94 ]  |
| 28 października | „Pretender”                                                                  | Official HIGE DANdism | [ 95 ]  |
| 4 listopada     | „Kirin no ko” (jap. 麒麟の子)                                                | Sexy Zone             | [ 96 ]  |
| 11 listopada    | „Zuru iyo zuru ine” (jap. ズルいよ ズルいね)                                 | =Love                 | [ 97 ]  |
| 18 listopada    | „Hatsukoi shijō shugi” (jap. 初恋至上主義)                                   | NMB48                 | [ 98 ]  |
| 25 listopada    | „Edge of Days”                                                               | Kis-My-Ft2            | [ 99 ]  |
| 2 grudnia       | „Pretender”                                                                  | Official HIGE DANdism | [ 100 ] |
| 9 grudnia       | „Tomoyo” (jap. 友よ)                                                         | Kanjani ∞             | [ 101 ] |
| 16 grudnia      | „Hikari no kehai” (jap. 光の気配)                                            | KinKi Kids            | [ 102 ] |
| 23 grudnia      | „Pretender”                                                                  | Official HIGE DANdism | [ 103 ] |
| 30 grudnia      | „Pretender”                                                                  | Official HIGE DANdism | [ 104 ] |